# Christuskirche (Windhoek)
Die Christuskirche (im Englischen auch Christus Kirche) in Windhoek ist eine von 1907 bis 1910 erbaute Kirche der Windhoeker Gemeinde der Evangelisch-Lutherischen Kirche in Namibia (DELK). Sie gilt als Wahrzeichen der Stadt.
Der Bau der Kirche wurde im April des Jahres 1896 von dem Pfarrer Wilhelm Anz (1871–1943) angeregt; die Entwürfe stammten von dem Architekten Gottlieb Redecker. Nach dem Ende der Kriege zwischen Deutschen und den Nama, Herero und Ovambo wurde sie am 16. Oktober 1910 geweiht. Die Kirche, die in neoromanischem Stil mit Jugendstil-Einflüssen erbaut wurde, steht erhöht in Windhoek-Central, dem historischen Zentrum von Windhoek. Der 42 m hohe Kirchturm besteht wie der Rest der Kirche aus Quarzsandstein. Die Ausnahme sind das Portal und der Altar, die aus Marmor bestehen. Der Sandstein als einziges lokales Baumaterial stammt aus der knapp 30 km entfernten Guche-Ganus-Farm. Die Farbverglasungen im Altarraum wurden von Kaiser Wilhelm II. gestiftet und in Nürnberg hergestellt. Die Orgel wurde in Ludwigsburg von dem bekannten Orgelbau-Unternehmen E. F. Walcker & Cie gefertigt. Die drei Glocken der Christuskirche wurden 1910 von der Glockengießerei Franz Schilling in Apolda gegossen.
Im Jahr 1971 wurde die Kirche komplett renoviert und 1978 zu einem Nationalen Denkmal erklärt.

## Trivia
Die Fenster wurden beim Bau der Kirche falsch herum eingebaut, mit der Innenseite nach außen. Dies fiel erst gegen Ende des letzten Jahrhunderts auf, als ein Experte für Kirchenfenster die Kirche als Tourist besuchte. Danach wurden alle Fenster ausgebaut und die vormalige Außenseite nach innen gedreht, was den künstlerischen Wert der Fenster erhöhte.

## Fotogalerie

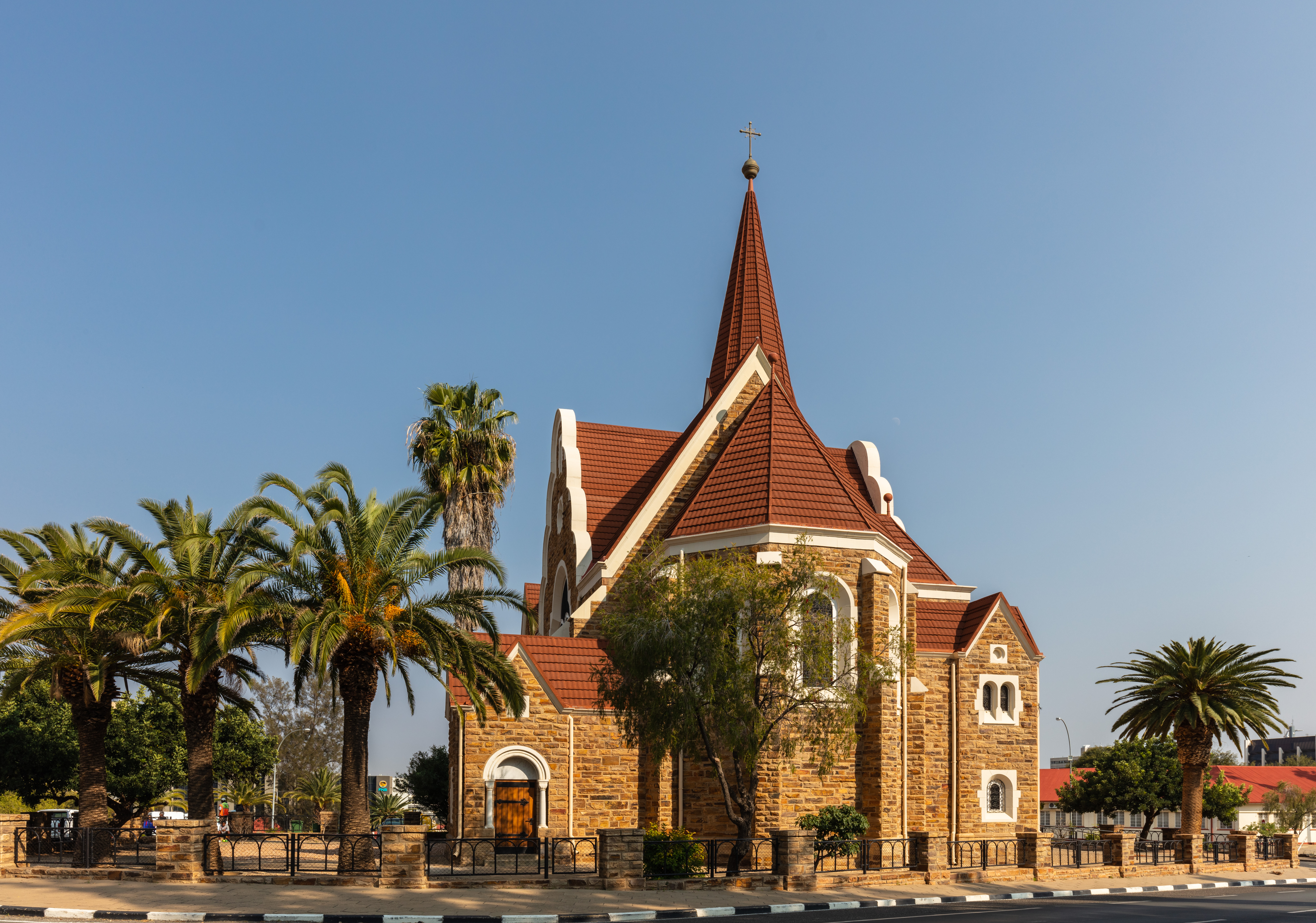
Ansicht von Süden
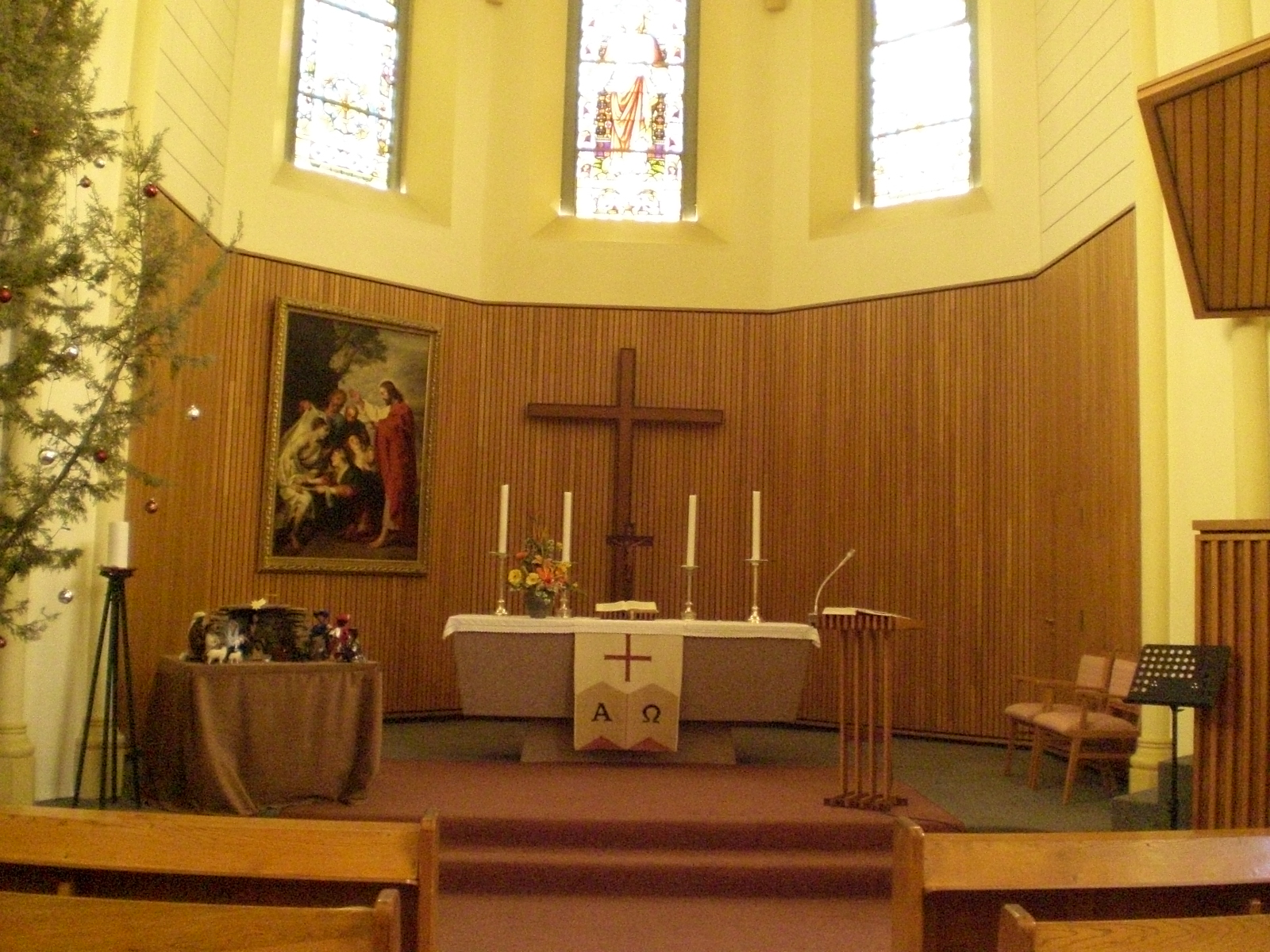
Altarbereich innerhalb der Kirche
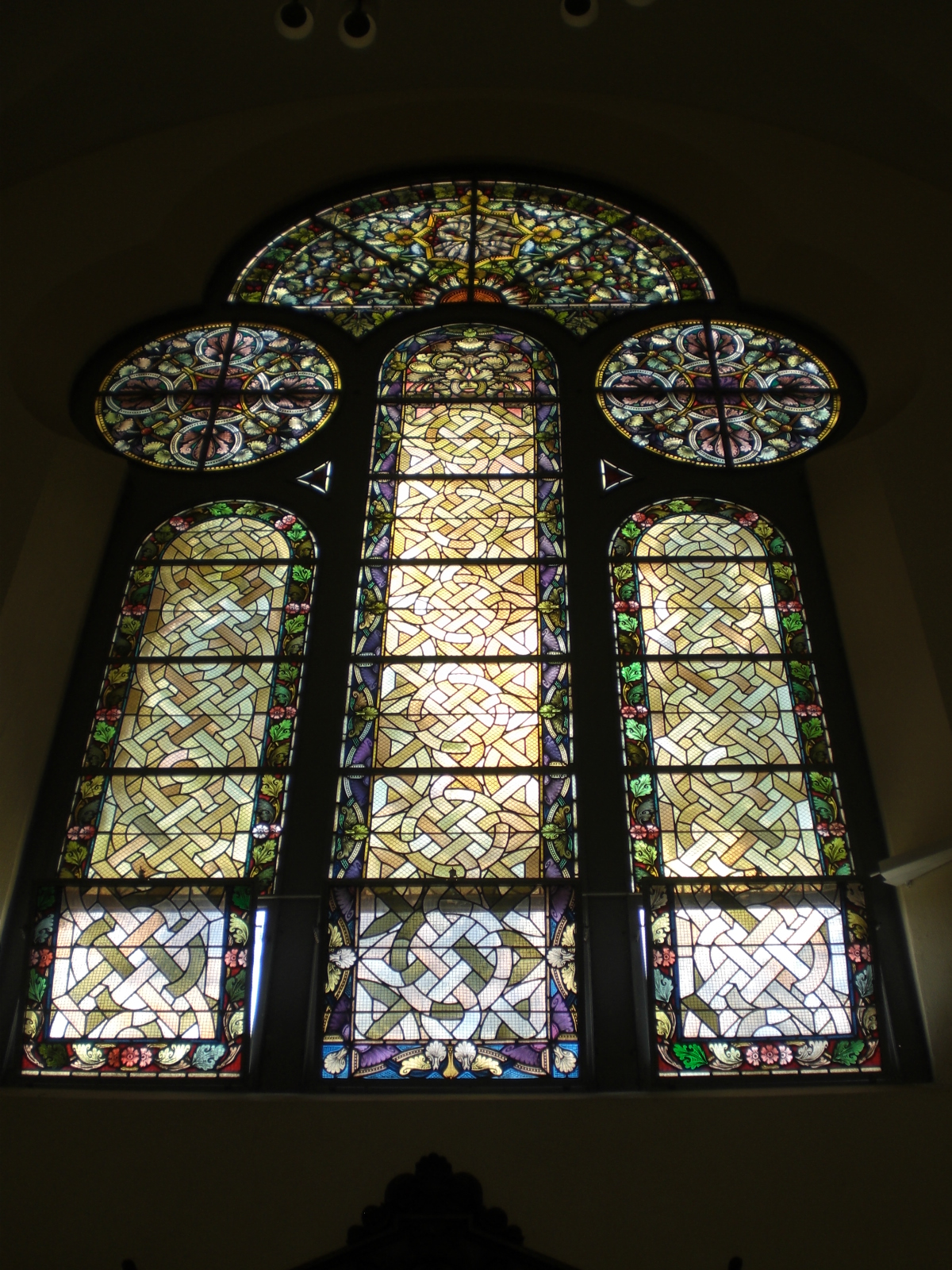
Historische Fenster in der Kirche
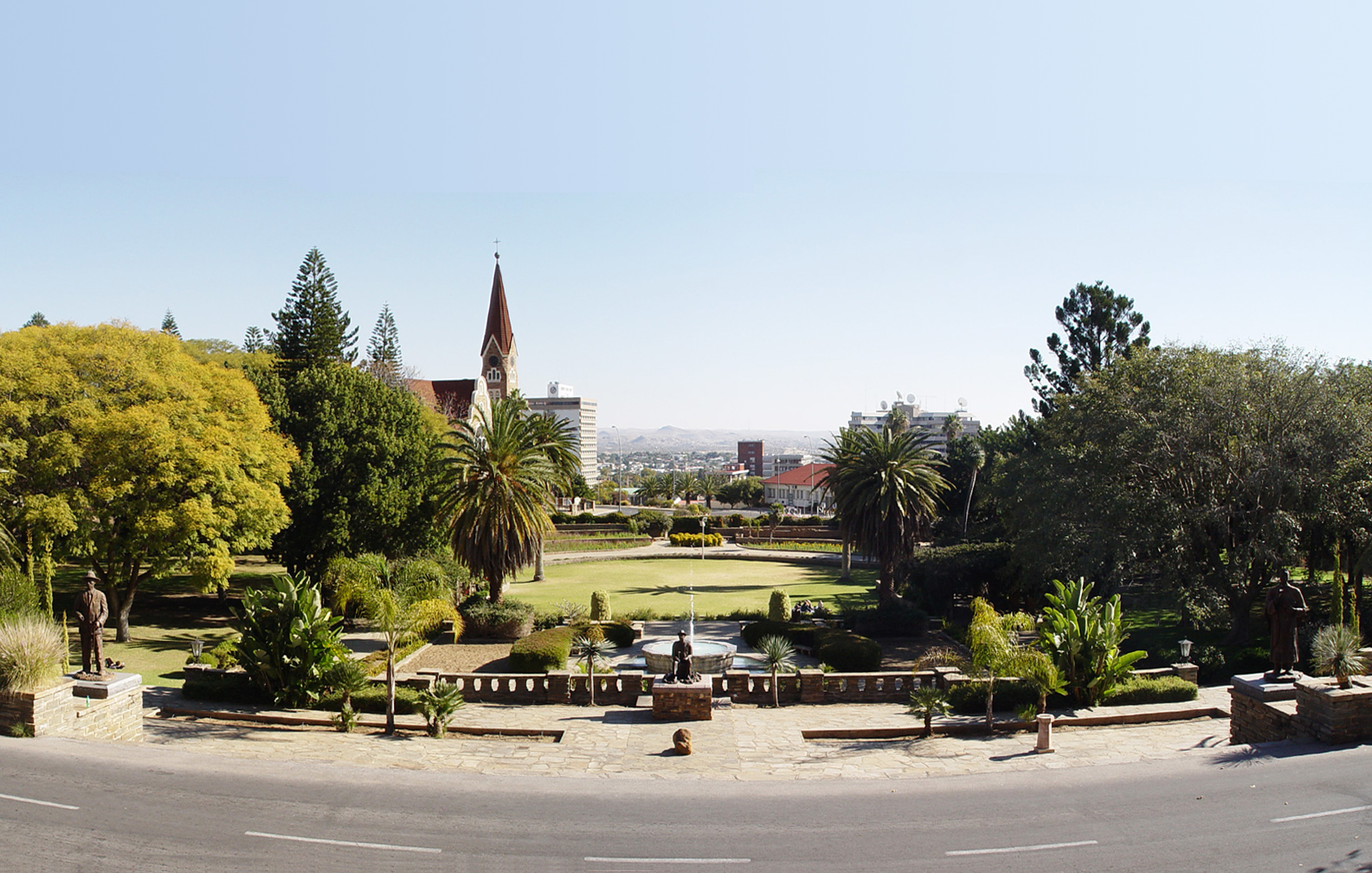
Ansicht vom Tintenpalast
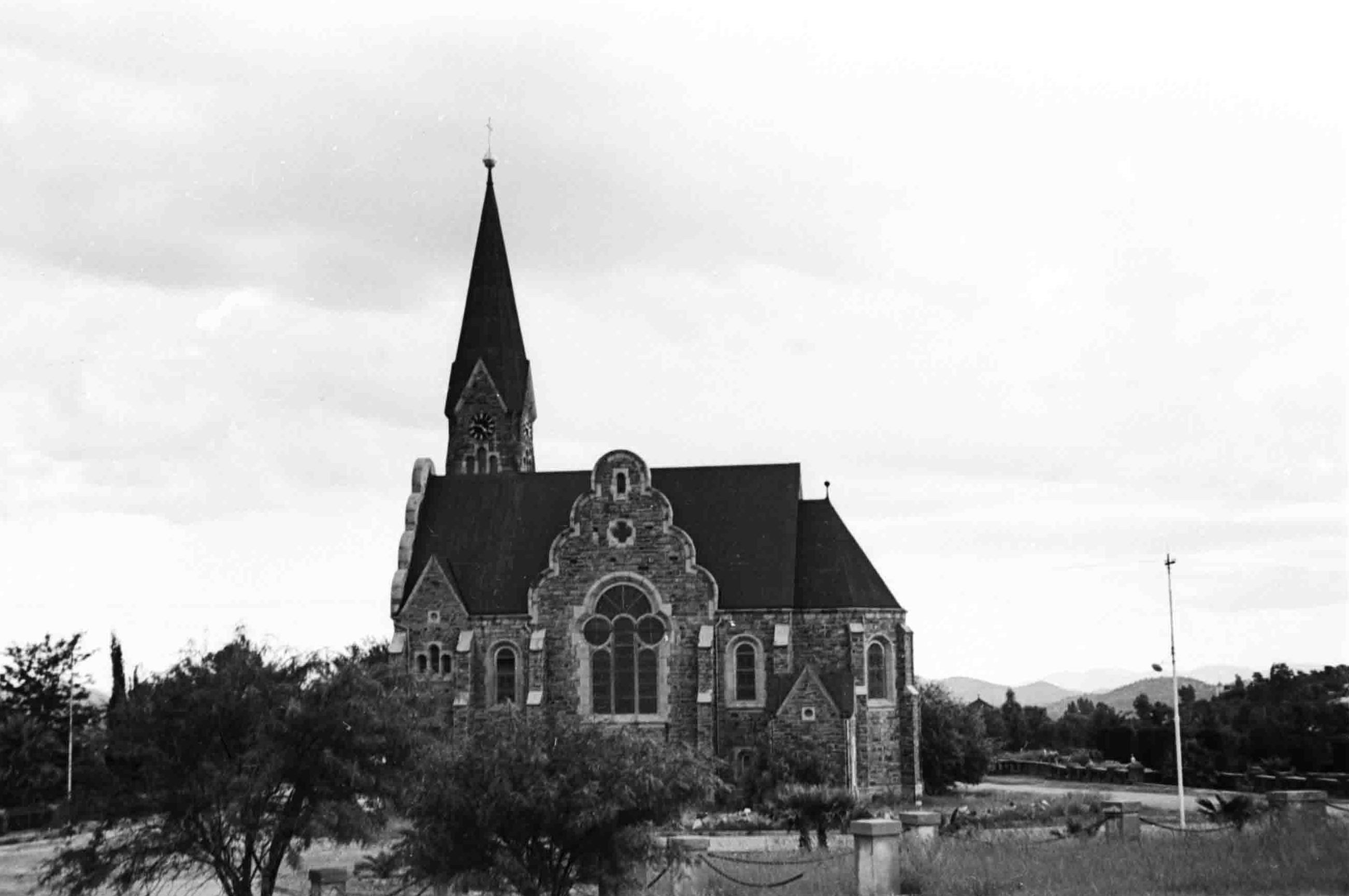
Aufnahme von 1910